# Épisode 4 (Twin Peaks)
Pour les articles homonymes, voir Épisode 3.
L'épisode 4 de Twin Peaks, également intitulé Rest in Pain (en français : Repose dans la douleur), est le quatrième épisode de la saison 1 de la série créée par Mark Frost et David Lynch.
D'une durée de 48 minutes, cet épisode est diffusé pour la première fois sur la chaîne ABC le 26 avril 1990.

## Synopsis
Le lendemain matin, Cooper a oublié le nom du tueur mais il est persuadé que son rêve est le clé de l'enquête. Fascinée par Cooper, Audrey lui conseille de s'intéresser au casino Jack n'a qu'un œil, qui n'est d'autre qu'une maison close dissimulée. À la morgue, Truman et Cooper interviennent pour arrêter une bagarre entre le docteur Hayward, le père de Donna, Benjamin Horne et le médecin-légiste du FBI, Albert Rosenfield. Lors de l'autopsie, Rosenfield découvre que Laura se droguait à la cocaïne et trouve un autre bout de papier dans son estomac, marqué de la lettre J. Pour l'enterrement de Laura, sa cousine, Maddy Ferguson, arrive en ville. Leo Johnson est interrogé par Cooper et Truman mais affirme ne pas connaître Laura. Toute la ville se rend aux funérailles de Laura.
Bobby Briggs trouble la cérémonie en accusant tout le monde d'être responsable de la mort de sa petite amie, et Leland Palmer, le père de la morte, exprime de façon étrange son désespoir en se jetant sur le cercueil. Cooper fait la connaissance des Bookhouse Boys, une société secrète chargée de combattre la présence maléfique dans la forêt autour de Twin Peaks dont les membres sont Truman, Ed, James, Hawk et Joey Paulson. Ils interrogent Bernard Renault, le jeune frère de Jacques, qu'ils accusent d'être mêlé au trafic de drogues qui ronge la ville. Prévenu de son interrogatoire par un signal lumineux sur le toit du Bang Bang Bar, Jacques appelle Leo pour lui demander de l'aide. Josie appelle Truman, tous les deux amoureux l'un de l'autre, pour lui dire que Catherine Martell, la sœur de son mari mort, cache une double comptabilité de la scierie et prépare un mauvais coup avec son amant Benjamin Horne. Au Grand Nord, Leland Palmer, hystérique, insiste pour danser à la mémoire de sa fille. Cooper et Truman le raccompagnent chez lui.

## Production
L'Épisode 3 a été le premier de la série à être écrit par Harley Peyton ; Peyton est revenu pour écrire un certain nombre d'autres épisodes au cours des deux saisons. L'épisode a été dirigé par Tina Rathborne , qui continuerait aussi à diriger " l' Épisode 17 " dans la deuxième saison. Rathborne avait auparavant travaillé avec le co-créateur de la série David Lynch lorsqu'elle l'avait jeté dans son long métrage de 1988 Zelly and Me . 
L'épisode présente le personnage de Maddy Ferguson, la cousine presque identique de Laura, le deuxième rôle de la série joué par Sheryl Lee. Lee avait été une actrice de théâtre vivant à Washington, où le Pilote avait été filmé, et y était restée après le déménagement de la production à Los Angeles , car elle pensait qu'avec la mort de son personnage, elle n'aurait plus de rôle dans la série. Cependant, Lynch a été impressionné par sa performance et l'a appelée pour lui demander de revenir, lui disant qu'il « trouverait [...] » un moyen pour elle de continuer à apparaître.
Rathborne a choisi d'ouvrir l'épisode avec un plan centré sur Sherilyn Fenn, trouvant l'actrice "séduisante" et "absorbante" d'une manière similaire à l'icône de l'écran Marilyn Monroe. Rathborne s'était initialement inquiété du fait que l'épisode comportait trop de scènes statiques de personnages assis et parlant, avec peu d'action, et avait demandé à Lynch si elle pouvait emprunter certaines des images de la séquence de rêve surréaliste de l'épisode précédent pour rendre ces conversations plus intéressantes, ajoutant de brefs extraits de séquences pendant que Cooper discutait du rêve avec les autres. Rathborne a noté que cette approche centrée sur le rêve du personnage de Cooper est enracinée dans les théories de psychologie analytique de Carl Jung. Elle a estimé que c'était quelque chose qui n'avait jamais été vu à la télévision auparavant et attribue à Lynch son introduction dans la série. Elle a également décrit le récit, à la fois de "l'épisode 3" et de Twin Peaks dans son ensemble, comme un " Bildungsroman " montrant le développement de Cooper en une personne plus arrondie et éclairée. 
Travailler sur des décors de studio était une nouvelle expérience pour Rathborne, dont les travaux précédents avaient tous été filmés sur place. Elle a également trouvé rafraîchissant de travailler avec les acteurs de l'ensemble de la série, rappelant que Miguel Ferrer faisait souvent rire les acteurs et l'équipe de la façon dont il abordait son matériel, imprégnant l'atmosphère pendant le tournage d'un mélange de comédie et de drame. Rathborne a également noté l'utilisation de la vie quotidienne ordinaire, presque banale, dans la série, trouvant qu'il s'agit d'un élément nécessaire pour pouvoir contrer efficacement les éléments les plus violents et surréalistes de la série. Elle a particulièrement distingué Cooper comme un personnage sain de " garçon d'à côté " qui a permis aux habitants les plus inhabituels de la ville de se démarquer plus nettement.

## Accueil

### Critiques
L'épisode 3 a été diffusé pour la première fois par ABC le 19 avril 1990. Lors de sa diffusion initiale, il a été vu par 11,3 % des foyers américains, représentant 18 % de parts de marché. Cela a marqué une légère baisse par rapport à l'épisode précédent, qui avait attiré 13,1 % de la population et 21 % de parts de marché. 
Keith Phipps de The A.V. Club a classé l'épisode B +, estimant qu'il avait du mal à être à la hauteur de l'épisode précédent; cependant, il a estimé que cela était compréhensible, car "après avoir poussé la télévision aux limites de la raison, il n'y avait nulle part où aller mais revenir en arrière". Phipps a également décrit la scène des funérailles comme un moment fort de l'épisode, constatant qu'il appréciait davantage son mélange de tragique et de comique au fil des visionnements répétés. En écrivant pour Allrovi, Andrea LeVasseur a classé l'épisode quatre étoiles sur cinq. 
John J. O'Connor , écrivant pour le New York Times , a fait l'éloge de l'épisode, déclarant qu'il présente "la collection de personnages la plus bizarrement convaincante jamais diffusée aux heures de grande écoute". O'Connor a parlé positivement de l'intrigue complexe vue dans l'épisode et la série dans son ensemble, notant que "le récit global est primordial" et affirmant sa conviction que la série "semble avoir été soigneusement tracée" par Lynch et Frost. Television Without Pity Daniel J. Blau a fait l'éloge de l'humour noir de l'épisode, soulignant en particulier la scène dans laquelle le personnage de Ferrer est frappé après une dispute à la morgue de la ville. Cependant, Blau a critiqué les stars invitées Olkewicz et Wilcox, trouvant leurs tentatives d'accents canadiens-français particulièrement pauvres. Écrivant pour Digital Spy, Tony Delgado a également fait l'éloge du rôle de Ferrer en tant que Rosenfield, ajoutant que son dialogue "peut ne pas sembler être la quintessence de l'esprit, mais la façon dont [Ferrer] a prononcé de telles lignes a provoqué de nombreuses hystéries hurlantes dans les salons à travers le monde". 